# Fitzroya cupressoides
La Fitzroya cupressoides (cipresso della Patagonia), unica specie del genere Fitzroya, è una conifera propria del Cile e dell'Argentina. Localmente viene chiamato alerce (che in spagnolo indica propriamente il larice) o con la parola India lahuán.

## Descrizione
È un albero sempreverde che raggiunge 40–60 m d'altezza (eccezionalmente oltre i 70 m), con diametri fino a 5 m.
Le foglie sono lunghe 3–6 mm e larghe circa 2 mm. I coni sono globosi, piccoli, con diametro di 6–8 mm, e si aprono a maturità; i semi sono lunghi 2–3 mm e alati su entrambi i lati.
Nel 1993 l'analisi di un esemplare cileno ha documentato un'età di 3622 anni.

## Distribuzione
Il cipresso della Patagonia è proprio della foresta temperata valdiviana, nella Patagonia cilena (e marginalmente argentina), tra le latitudini di 40°S e 43°S, dove forma boschi quasi puri (alerzales) fino a un'elevazione di circa 1500 m s.l.m.
La superficie occupata da questi boschi, originariamente assai più ampia, s'è ridotta a circa 20.000 ha a causa dell'intenso sfruttamento come fonte di legname, tanto che la IUCN considera la Fitzoya specie in pericolo. Dal 1976 il taglio di questi alberi per produrre legname è vietato.
Fossili di Fitzroya dell'Oligocene sono stati rinvenuti anche in Tasmania.